# Borough Briggs
Pour les articles homonymes, voir Borough.
Le Borough Briggs est un stade de football construit en 1921 et situé à Elgin.
D'une capacité de 4 520 places dont 478 assises, il accueille les matches à domicile de l'Elgin City, club du championnat écossais.

## Histoire
Ouvert le 20 août 1921, il succède au Cooper Park comme stade de l'équipe d'Elgin City. 
Quand Elgin City accéda à la Scottish Football League en 2000, le club anglais de Newcastle offrit les 478 sièges qui permirent d'installer les seules places assises de la tribune principale, appelée tribune Milburn. Ces sièges proviennent donc du célèbre St James' Park.

## Affluence
Le record d'affluence est établi le 17 février 1968 lors d'un match de Coupe d'Écosse entre Elgin City et Arbroath, avec 12 608 spectateurs.
Depuis, la capacité a été réduite à 4 520 places dont 478 assises.
Les affluences moyennes des dernières saisons sont (Elgin City évoluait à chaque fois en League Two ou équivalent) :
- 2013-2014 : 574
- 2012-2013 : 1 030
- 2011-2012 : 627

## Transport
La gare la plus proche est la gare d'Elgin (en) et se trouve à une quinzaine de minutes à pied. Le stade est rapidement accessible depuis l'A96 (en).